# Novembre 1855

## Événements

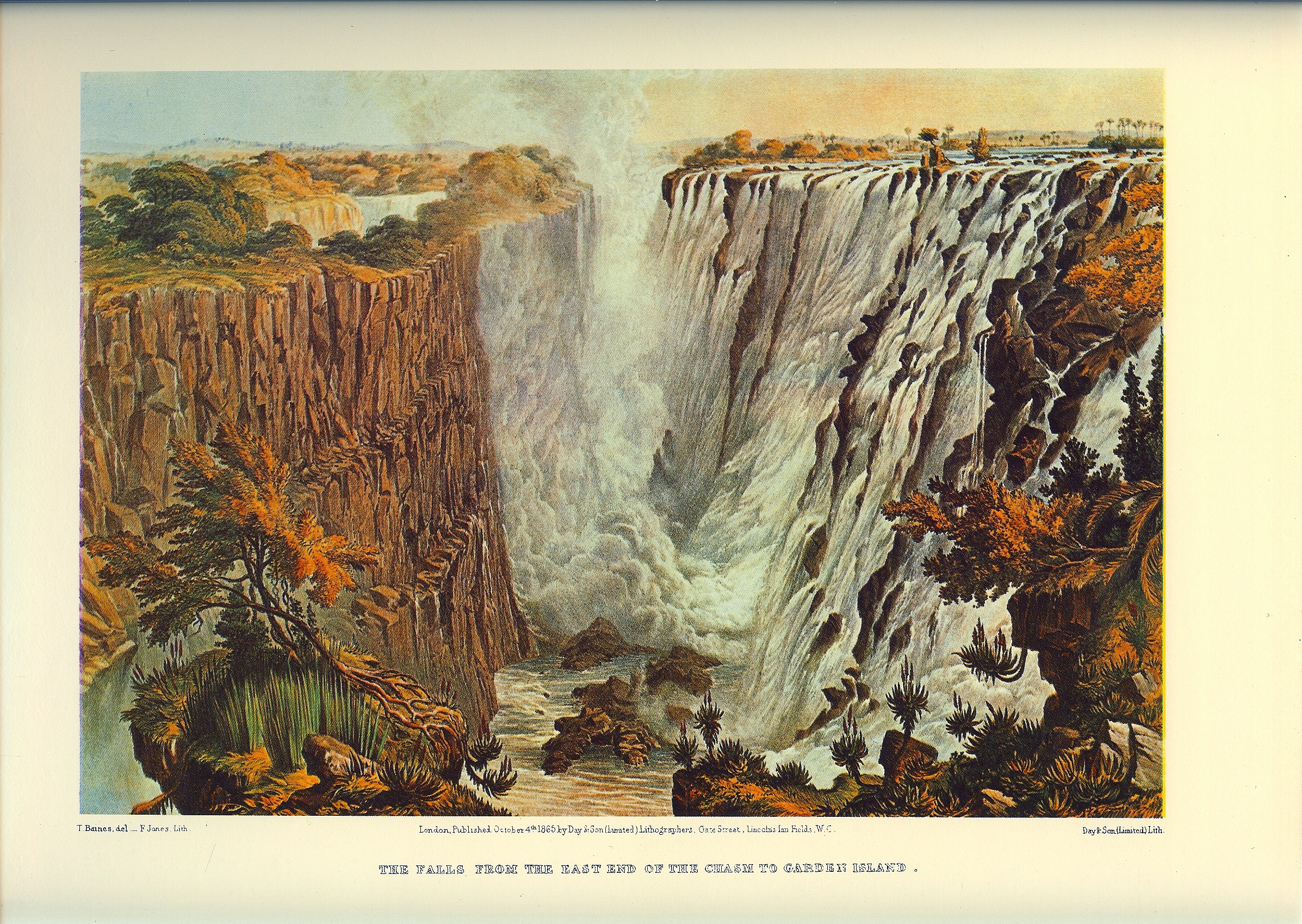
17 novembre : découverte des chutes Victoria. Gravure de Thomas Baines publiée en 1865

- 17 novembre : l'explorateur britannique David Livingstone découvre les chutes Victoria en Afrique méridionale.

- 21 novembre : traité de Stockholm entre la France, le Royaume-Uni et la Suède.

- 26 novembre, Guerre de Crimée : succès russes dans le Caucase, capitulation de Kars.

## Naissance
- 12 novembre : Marcel Louis Sauvaige, peintre français († 28 octobre 1927).
- 15 décembre : Michalina Stefanowska, neurophysiologiste et biologiste polonaise († 15 décembre 1942).

## Décès
- 3 novembre : François Rude, sculpteur français.
- 11 novembre : Søren Kierkegaard, philosophe danois
- 26 novembre : Adam Mickiewicz, poète polonais (° 24 décembre 1798).